# Tripogon
Tripogon és un gènere de plantes de la subfamília de les cloridòidies, família de les poàcies És originari d'Àfrica tropical, Àsia, Austràlia.
Fou descrit per Johann Jakob Roemer i Joseph August Schultes i publicat a Systema Vegetabilium 2: 34, 600. 1817.
El nom del gènere deriva de les paraules gregues tria (tres) i pogon (barba), referint-se als pèls a la base dels lemes.

## Taxonomia
| - Tripogon abyssinicus - Tripogon africanus - Tripogon anantaswamianus - Tripogon bromoides - Tripogon calcicola - Tripogon capillatus - Tripogon chinensis - Tripogon coreensis - Tripogon curvatus - Tripogon debilis - Tripogon ekmanii - Tripogon exiguus - Tripogon festucoides - Tripogon filiformis - Tripogon griffithii - Tripogon hookerianus - Tripogon humbertianus - Tripogon humilis - Tripogon jacquemontii - Tripogon jaegerianus - Tripogon japonicus - Tripogon javanicus - Tripogon lanatus | - Tripogon larsenii - Tripogon leptophyllus - Tripogon liebenbergii - Tripogon liouae - Tripogon lisboae - Tripogon loliiformis - Tripogon longe-aristatus - Tripogon longearistatus - Tripogon major - Tripogon mandrarensis - Tripogon minimus - Tripogon modestus - Tripogon montanum - Tripogon montanus - Tripogon multiflorus - Tripogon nanus - Tripogon narayanae - Tripogon neesianus - Tripogon nicorae - Tripogon oliganthos - Tripogon panxianensis - Tripogon pauperculus - Tripogon pauperulus | - Tripogon polyanthus - Tripogon pungens - Tripogon purpurascens - Tripogon ravianus - Tripogon roxburghianus - Tripogon rupestris - Tripogon semitruncatus - Tripogon siamensis - Tripogon sichuanicus - Tripogon sivarajanii - Tripogon snowdenii - Tripogon spicatus - Tripogon submutica - Tripogon subtilissimum - Tripogon thorelii - Tripogon tibesticus - Tripogon trifidus - Tripogon unidentatus - Tripogon unisetus - Tripogon vellarianus - Tripogon wardii - Tripogon wightii - Tripogon yunnanensis - Tripogon zeylanicus |